# Атанасије Затворник
Преподобни Атанасије Затворник је био монах Кијевско-печерске лавре. Канонизован је као преподобни од стране Руске православне цркве.
У његовом житију стоји да је имао строг монашки живот, да се разболео и умро. Након што се вратио у живот провео је 12 година затворен у пећини.
Атанасије је умро око 1176. године. Сахрањен је у близини пећине (Антонија Печерског). Након смрти слављен је као чудотворац.
Православна црква слави Атанасија Печерског 2. децембра по јулијанском календару.